# Guerra polacco-lituana

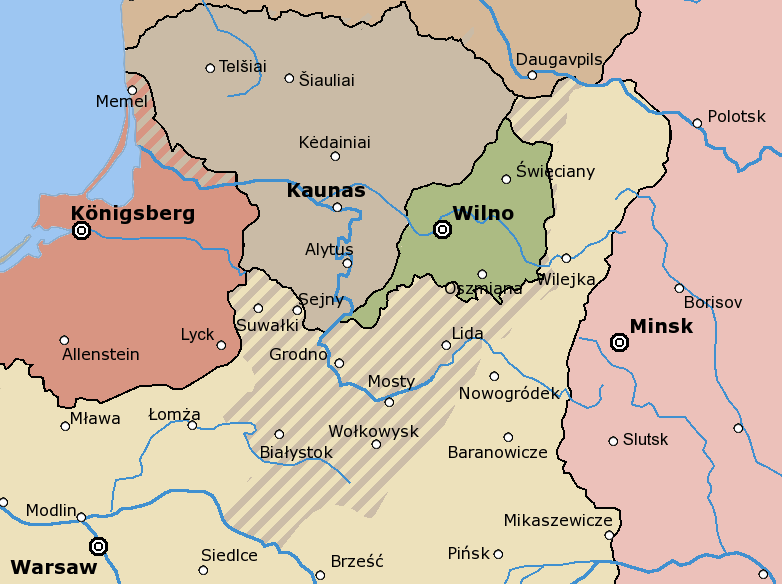
Mappa che mostra le aree contese tra la Polonia e la Lituania, la Repubblica della Lituania Centrale e i confini dopo il 1922

La guerra polacco-lituana (in lituano Lenkijos–Lietuvos karas; in polacco Konflikt polsko-litewski) fu un conflitto armato avvenuto tra la Lituania indipendente e la Polonia dal 1º settembre 1920 al 7 ottobre dello stesso anno. Facente parte di un conflitto più esteso finalizzato ad espugnare le città di Vilnius (in polacco Wilno), Suwałki e Augustów tra la fine della Grande Guerra e l'ottobre del 1920, il suo esito risultò controverso. A seguito degli scontri, a neanche due giorni di distanza dalla firma del trattato di pace per fermare le ostilità, la Polonia si insediò militarmente nelle zone meridionali del Paese baltico e diede vita allo stato fantoccio della Lituania Centrale.
Mentre nella storiografia lituana il conflitto è considerato come una guerra separata, in altre tradizioni storiche (inclusa quella polacca e sovietica) è quasi sempre trattata come parte della guerra sovietico-polacca.

## Antefatti
A seguito dell'inizio della guerra sovietico-polacca, nel 1919, la maggioranza del territorio lituano finì presto occupata dall'Armata Rossa, che sconfisse e ricacciò indietro le unità di autodifesa polacche e lituane; subito dopo però, i sovietici furono obbligati a ritirarsi a favore dell'Armata Polacca. Il 19 aprile 1920, l'esercito polacco conquistò Vilnius come già accaduto circa un anno prima. Anche se la Lituania si era dichiarata neutrale al principio del guerra russo-polacca, quando l'esercito polacco optò per una strategia che prevedeva di transitare attraverso il territorio lituano cominciarono inevitabilmente le ostilità con la Polonia.
La Lituania si unì alla RSSF Russa nella guerra russo-polacca nel luglio 1919. Tale decisione andò presa nella speranza di riprendere possesso di Vilnius e indebolire la Polonia, la quale mirava ad assoggettare pure altre aree del Paese baltico; inoltre, le autorità lituane decisero di intraprendere una simile strada anche per la pressione esercitata dai russi, che premevano con l'Armata Rossa ai confini della Lituania.

## Preludi

### Rivolta di Sejny

Linea di demarcazione (in verde) tra la Lituania e la Polonia, 1919-1939. La linea in rosa rappresenta il confine attuale

I lituani parvero accettare in più punti i dettami imposti dalla linea Foch (chiamata così in onore del suo ideatore, il Maresciallo di Francia Ferdinand Foch) delineata con il placet della Società delle Nazioni e si ritirarono da Suwałki il 7 agosto 1919. Tuttavia, si fermarono a Sejny, insediamento etnicamente misto, e formarono una barriera in una zona compresa dal corso del fiume Czarna Hańcza al lago Wigry. Le truppe dimostrarono la loro intenzione di collocarsi lì in maniera stabile, causando la preoccupazione dei polacchi del posto: il 12 agosto questi organizzarono una manifestazione a cui parteciparono circa 100 persone finalizzata a chiedere l'annessione alla Polonia. La sede dell'unità dell'Organizzazione militare polacca (abbreviata con POW in polacco) situata a Sejny, un'associazione paramilitare clandestina attiva sin dal corso della prima guerra mondiale, iniziò a prepararsi per una rivolta, prevista per la notte del 22 e del 23 agosto 1919: grazie all'intensa attività di reclutamento, vi aderirono tra i 900 e 1 200 partigiani. Il 23 agosto, i polacchi catturarono Sejny e attaccarono Lazdijai e Kapčiamiestis, città sul lato lituano della linea Foch, mentre gli insorti, carichi di entusiasmo, progettavano di marciare fino a Simnas. I lituani ripresero il controllo di Sejny il 25 agosto per alcune ore. Il 26 agosto, le forze regolari polacche - il 41º reggimento di fanteria - si unirono ai volontari del POW. A una settimana e qualche giorno di distanza, il 5 settembre, i lituani accettarono di ritirarsi dietro la demarcazione pattuita entro 48 ore. La Polonia si assicurò Sejny e si prodigò presto per reprimere la popolazione lituana: vennero infatti chiusi il seminario sacerdotale cittadino, le scuole e le organizzazioni culturali gestite da baltici. Dopo la rivolta che coinvolse l'agglomerato urbano, la diffidenza sulle intenzioni reali dei biancorossi spinse l'intelligence lituana a intensificare le sue indagini sulle attività ostili nel Paese baltico. Ciò contribuì a individuare e prevenire un colpo di Stato pianificato a Kaunas per rovesciare il governo della Lituania.

### Tentato colpo di Stato polacco
A metà luglio del 1919, le forze del POW a Vilnius iniziarono a pianificare un colpo di Stato per sostituire il governo lituano con un esecutivo filo-polacco: quest'ultimo avrebbe potuto accettare di buon grado la proposta di unione alla Polonia caldeggiata da Varsavia e funzionale alla creazione della cosiddetta Międzymorze. Il presidente polacco Józef Piłsudski, principale fautore della pianificazione del golpe, credeva che ci fossero abbastanza simpatizzanti polacchi in Lituania per portare a termine l'operazione con successo. Il 3 agosto una delegazione polacca guidata da Leon Wasilewski si diresse a Kaunas con un duplice scopo: proporre un plebiscito da effettuare nei territori contestati per lasciare ai locali la possibilità di scegliere il proprio futuro e valutare il grado di preparazione al colpo di Stato. Il 6 agosto i funzionari lituani respinsero la proposta referendaria, affermando che i territori contesi facevano parte della Lituania etnografica. Il POW progettò di conquistare e assicurarsi Kaunas per alcune ore fino all'arrivo delle truppe polacche regolari, situate a soli 40–50 km ad est della città. Lo scopo perseguito da Piłsudski era sottile: far sembrare il colpo di Stato un'iniziativa della popolazione locale per "liberare la Lituania dall'influenza tedesca", circostanza che avrebbe escluso, almeno in apparenza, ogni coinvolgimento del governo polacco. I giornali polacchi condussero una campagna propagandistica, sostenendo che il Consiglio della Lituania non fosse altro che un organo composto da burattini in mano ai teutonici. Il rovesciamento dell'esecutivo, inizialmente previsto per la notte dal 27 al 28 agosto, fu poi rinviato al 1º settembre. Le spie lituane, grazie a una più capillare rete di contatti, riuscirono a venire a conoscenza del progetto ideato dai sovversivi, ma non furono capaci di acquisire un elenco dei membri del POW che ne avrebbero fatto parte. Le autorità nazionali avviarono poi arresti di massa che riguardarono circa 200 attivisti polacchi, tra cui persino alcuni ufficiali attivi nell'esercito lituano. Quando Kaunas fu dichiarata in stato di emergenza, la stampa polacca commentò negativamente gli arresti di massa degli attivisti polacchi, "ai quali non si può attribuire alcuna accusa se non quella di essere polacchi" e si continuò a fomentare l'idea secondo cui la Germania stava ancora facendo sentire la sua presenza nelle politiche lituane. Il POW fu inizialmente poco intaccato dagli arresti e programmò un secondo tentativo di colpo di Stato per la fine di settembre. Tuttavia, quando infine i baltici ottennero un elenco completo dei cospiratori, si stroncarono definitivamente le cellule paramilitari presenti in Lituania.

### Trattato di Mosca
Alla fine di giugno del 1920, durante l'offensiva estiva contro Varsavia, le autorità lituane iniziarono ad avviare i contatti con le autorità sovietiche. Una commissione diplomatica inviata a Mosca firmò un importante trattato il 12 luglio, con il quale la Russia sovietica autorizzava lo Stato lituano a impadronirsi del territorio della regione di Suwałki strappandola alle forze polacche che si ritiravano. Due giorni dopo, l'area contesa di Vilnius fu conquistata dall'Armata Rossa e restituita al governo lituano. La sovranità di alcuni territori della Lituania, inclusa Vilnius, tornò dunque in mano ai baltici. Quando il governo annunciò il suo intento di assegnare lo status di capitale alla storica città principale del Granducato di Lituania, appunto Vilnius, non poterono che scatenarsi reazioni da parte della Polonia, la quale sosteneva che la neo-capitale lituana fosse in realtà popolata principalmente da polacchi ed ebrei, mentre i lituani costituivano solo il 2% della popolazione. In seguito al trattato di Mosca, la Polonia de jure non avrebbe più avuto il diritto di governare su Vilnius. La Polonia cercò di convincere i lituani a rivedere la propria posizione, in virtù delle comunità etniche presenti nella regione: i baltici costituivano gruppi di dimensione discreta in molte aree rurali dei territori occupati dalla Polonia (sia nei dintorni che direttamente a Švenčionys, Druskininkai, Raduň, Gervyati, ecc.), ma complessivamente non raggiungevano il 10% della popolazione totale; i bielorussi costituivano quasi il 25% della popolazione, e i polacchi costituivano la maggioranza.

## Svolgimento del conflitto

### Prime fasi

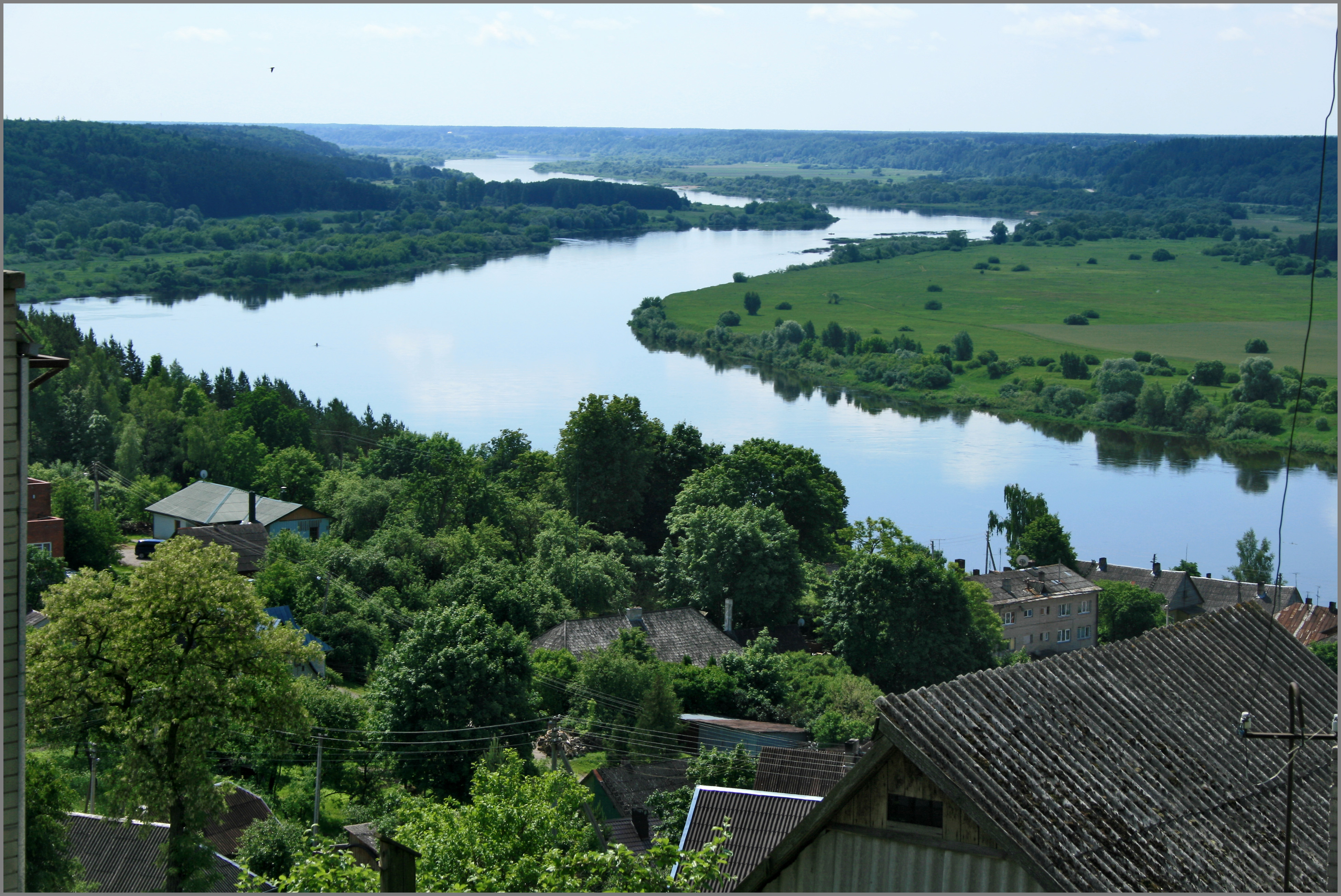
Vista dall’alto del fiume Nemunas presso il confine attuale tra Lituania e Bielorussia. Tali aree furono oggetto di aspra contesa tra polacchi e lituani

Dopo il trattato lituano-sovietico, la linea di demarcazione tra le truppe sovietiche e lituane fu fissata a nord di Augustów (linea Orany-fiume Merecz-Augustów): a seguito di tale decisione, la Lituania si poteva effettivamente dichiarare parte attiva nel conflitto. Il 19 luglio, la città di Sejny fu conquistata dal Gruppo Marijampolė, sotto il comando del maggiore Valevičius. Dieci giorni dopo, l'Armata Rossa si impadronì di Augustów e nei giorni seguenti i lituani conquistarono Suwałki. Le deboli unità polacche si ritirarono verso Łomża, dove furono circondate dai combattenti sovietici e obbligate ad attraversare il confine con la Prussia Orientale, non senza che alcuni finissero prigionieri.
Proprio quando le forze armate lituane iniziavano ad organizzarsi nelle aree riconquistate, ebbe luogo la clamorosa sconfitta bolscevica nella battaglia di Varsavia, che diffuse la paura di perdere quanto ottenuto una seconda volta. I sovietici decisero in quel momento di restituire la regione di Vilnius prima conquistata alla Lituania mentre procedevano nelle operazioni di ritirata: ben presto, l'area di Augustów, di cui la Lituania reclamava il possesso, divenne pericolosamente esposta a minacce esterne. Sapendo che l'armata polacca era occupata nei preparativi per la battaglia del fiume Niemen, le autorità lituane decisero di conquistare la città di Augustów, evento che avvenne il 26 agosto. Allo stesso tempo, furono inviati messaggeri alle truppe polacche, per intimare loro di non oltrepassare la linea Grabowo-Augustów-Sztabin, ritenuta dai lituani la nuova linea di demarcazione tra Polonia e Lituania.
Anche se la conquista del territorio di Suwałki fu cruciale nelle successive operazioni polacche contro l'Armata Rossa, i comandanti dell'esercito polacco non vollero impegnarsi di nuovo in un conflitto armato. La missione militare polacca spedita a Kaunas, alla stessa maniera dei diplomatici giunto al tempo alla Conferenza di pace di Parigi del 1919, iniziò a fare pressione sul governo lituano per ripristinare lo status quo ante bellum in merito ai confini statali. Le autorità lituane rifiutarono di cedere, ma l'Alto Consiglio della Conferenza di Pace di Parigi accettò di riconoscere a livello internazionale la cosiddetta linea Foch, che divideva la Polonia e la Lituania su base etnica. Secondo tale divisione, sia la città contesa di Vilnius sia le città di Suwałki, Augustów e Sejny sarebbero rimaste in zona polacca.
Volendo impadronirsi dell'area contesa per avere la meglio sull'esercito sovietico in ritirata, il comandante della 2ª Armata Polacca, il generale Edward Rydz-Śmigły (in seguito Maresciallo di Polonia), ordinò il 27 agosto che le forze lituane fossero respinte dalle aree contese fino all'altro lato della linea; questa mossa era caldeggiata altresì dalla Triplice intesa. Il comandante non si aspettava alcuna opposizione, ma nel caso in cui le unità lituane avessero inteso ingaggiare una battaglia queste avrebbero dovuto essere circondate, disarmate e immediatamente allontanate.
Il giorno seguente, partì l'avanzata biancorossa verso Augustów in due colonne dall'area di Białystok. Allo stesso tempo, il Primo Reggimento di Fanteria della Polonia assalì i difensori lituani della città: contando sul fattore sorpresa, presto disarmò una compagnia del X Reggimento di Fanteria lituano, assicurandosi il controllo del centro abitato e stabilendo un "centro di liberazione sociale per il popolo polacco". Le forze lituane si ritirarono verso nord, su richiesta dei comandanti polacchi. La sera del 30 agosto, uno squadrone della Brigata di Cavalleria Piasecki, sotto il comandante Zygmunt Piasecki, raggiunse la città di Suwałki e chiese alle forze lituane di ritirarsi. Il giorno seguente, il colonnello Nieniewski entrò nella città, insieme ai suoi soldati.
Nello stesso tempo, nell'area del villaggio di Giby, tra i laghi Gieret e Pomorze, una compagnia di fanteria lituana rifiutò di ritirarsi e rispose al fuoco. Volendo evitare spargimenti di sangue, il comandante polacco chiese a un membro della missione militare francese in Polonia, il generale Manneville, di mediare e, dopo una breve fase di discussione, i lituani si ritirarono. Il 31 agosto Sejny fu infine conquistata. Per evitare ulteriori conflitti con le forze lituane, il comandante polacco rifiutò di inviare altre squadre di controllo e invitò le squadre di ricognizione a non oltrepassare la linea di demarcazione.
Il 1º settembre 1920 si ristabilì il corpo governativo provvisorio con sede a Suwałki (Rada Ludowa Okręgu Suwalskiego - Consiglio Popolare dell'Area di Suwałki) e tutti i tribunali chiusi dalle autorità lituane riaprirono. Finché le autorità elette nelle elezioni del 1919 non tornarono al governo, le città e i villaggi dovettero essere governati da starost provvisori.

### Offensiva lituana

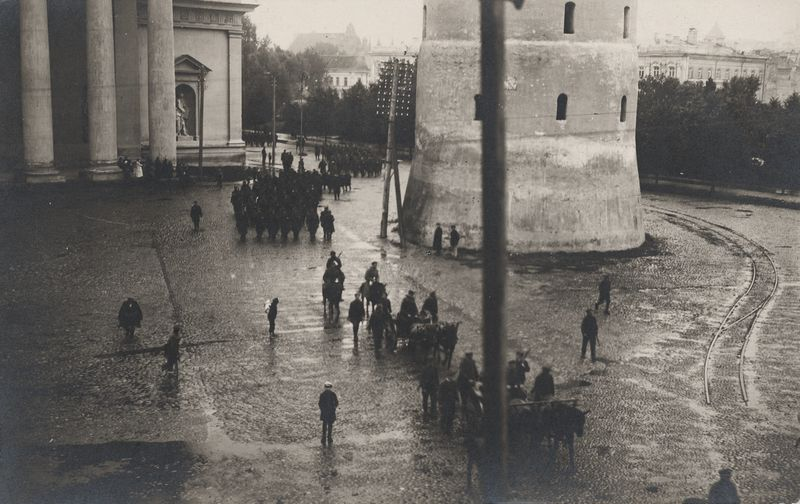
Soldati dell'esercito lituano in Piazza della Cattedrale a Vilnius nel 1920

L'area di Suwałki, persa con il ritiro polacco, fu riconquistata con alcune perdite tra le file di entrambi gli schieramenti. I diplomatici polacchi a Parigi e Kaunas cercarono di raggiungere un accordo con i lituani sul riconoscimento della linea Foch come futuro confine nazionale. La Triplice Intesa comunque progettò di lasciare la città di Vilnius alla Polonia, mentre lo Stato lituano vedeva la città come sua capitale. Il futuro della Lituania Centrale non era chiaro e le autorità lituane decisero di utilizzare l'area di Suwałki come carta jolly nei negoziati con i polacchi e i francesi. Al di là delle discussioni tra i funzionari, i combattenti non cessarono e il 2 settembre 1920 iniziò un'offensiva lituana in direzione delle città di Suwałki e Augustów, recentemente perse.
L'Operazione Augustavas, come battezzata dai comandanti lituani, fu condotta dalla Seconda Divisione di Fanteria della Lituania, composta da 7 000 soldati che disponevano di macchine da guerra e pezzi di artiglieria. L'assalto fu pianificato lungo tre linee principali: Kalvarija-Suwałki, Sejny-Giby-Augustów e Lipsk-Augustów. Lo scopo appariva quello di colpire le truppe polacche tagliando i collegamenti tra le truppe di Nieniewski e il resto dell'esercito polacco che stava combattendo nella battaglia del fiume Niemen a sud contro i sovietici.
Dopo una serie di schermaglie nei villaggi di Żubryn, Kleszczówek e Gulbieniszki, l'assalto lituano a Kalwaria fu respinto e si spinse verso nord. Il fronte sud-orientale si smosse comunque nell'area di Sztabin e Kolnica e, in data 4 settembre, l'esercito lituano raggiunse Augustów. Anche l'assalto a Sejny, città situata a solo due chilometri dalla linea Foch ebbe successo. Dal mezzogiorno del 2 settembre, nei pressi di Berżniki, ebbe luogo la prima grande serie di battaglie tra i due schieramenti. Un comandante della cavalleria polacca operante nella regione, il quale dubitava dell'organizzazione e del numero delle truppe lituane, finì poi circondato assieme alla sua unità e disarmato. Poco dopo, iniziò il grande assalto a Sejny: dopo diverse ore di combattimento alla periferia della città, entrambi i fronti subirono ingenti perdite, pertanto il maggiore polacco Skrzyński chiese di giungere a un cessate il fuoco. Dopo aver conferito con gli ufficiali lituani, questi chiesero a Kaunas di confermare gli ordini. I biancorossi in seguito, vista l'inferiorità numerica, lasciarono la città dirigendosi verso Krasnopol e Krasne senza ulteriori opposizioni.

### Ultime fasi
Nei giorni seguenti agli attacchi sopra menzionati, le forze polacche si ritirarono da Sejny ancora verso sud, verso l'area dei laghi di Nowa Wieś e Wigry. Allo stesso tempo si preparò una controffensiva lungo la via Augustów-Sejny; l'operazione iniziò il 5 settembre e si trasformò in un grande successo per i polacchi, considerando che gli avversari in avanzata verso Sejny furono sbaragliati e Augustów cadde di nuovo in mano polacca. Tre battaglioni di fanteria lituani finirono circondati e quasi completamente annientati, mentre i restanti combattenti si ritirarono. La controffensiva ebbe successo e il 9 settembre le forze polacche riconquistarono Sejny; il giorno seguente i lituani furono costretti a ritirarsi dall'altro lato della linea Foch.
Le battaglie continuarono fino al 27 settembre, ma le linee polacche rimasero intatte. Allo stesso tempo, i negoziati diplomatici ripresero a Suwałki e il 7 ottobre 1920 fu firmata un'intesa che statuiva una tregua, nota come accordo di Suwałki: in esso, si accettava temporaneamente la linea Foch come base per le future trattative polacco-lituane sulla questione del confine.

## Conseguenze
Anche se si trattò solo una soluzione temporanea, il governo lituano rifiutò di firmare un qualunque accordo politico con la Polonia finché non vi fu obbligato dall'ultimatum del 1938: pertanto, il documento del 7 ottobre rimase una delle basi legali del confine polacco-lituano nella regione. La demarcazione che correva lungo la linea Foch fu poi accettata come confine di stato de facto tra i due Paesi.
D'altra parte, il futuro della città di Vilnius appariva ancora irrisolto e necessitava che si apportassero delle altre misure. La Lituania rifiutò di effettuare qualsiasi negoziato sullo status della regione di Vilnius, sostenendo che la città fosse la sua capitale. Il presidente polacco Józef Piłsudski ordinò al suo subordinato, il generale Lucjan Żeligowski, di sconfiggere i lituani e di riconquistare la città, senza una formale dichiarazione di guerra alla controparte. Dato che i baltici non volevano aderire alla proposta di federazione polacca e volendo evitare un conflitto e la conseguente condanna internazionale, la Polonia inscenò una falsa insubordinazione nella regione di Vilnius, evento che permise all'esercito polacco di prendere il controllo degli insediamenti locali il 9 ottobre 1920.
I combattimento ripresero il 28 ottobre, come segnalato in un rapporto realizzato dalla Società delle Nazioni sul contenzioso. Nel frattempo, 20 aerei da guerra e il XIII reggimento di cavalleria sotto il comando del colonnello Butkiewitcz furono trasferiti dalla Polonia per sostenere il nuovo stato fantoccio. Il 20 e il 21 ottobre si svolsero ulteriori battaglie presso il villaggio di Pikeliškiai. Il 7 novembre l'esercito di Żeligowski iniziò la sua avanzata verso Giedraičiai, Širvintos e Kėdainiai; il generale ignorò le proposte della commissione di controllo militare della Società delle Nazioni riguardo al ritiro dalle linee e iniziò i negoziati.
Il 17 novembre, la Russia sovietica propose aiuto militare ai lituani, ricevendo però un secco rifiuto. In quel momento, la cavalleria del generale Lucjan Żeligowski, nel frattempo divenuto capo del provvisorio Stato della Lituania Centrale (ovvero la Lituania "polacca" con capitale a Vilna), aveva rotto le linee di difesa nemiche e compì un coraggioso assalto, trovandosi il 18 novembre nei pressi di Kavarskas e minacciando così quella che era la capitale nemica: Kaunas.
Le truppe di Żeligowski, non ricevendo che scarso aiuto dallo Stato polacco e prive del supporto dalle truppe regolari polacche (Varsavia, nonostante avesse ispirato la "ribellione" di Żeligowski e della sua divisione - la I divisione irregolare lituano-bielorussa - nome ufficiale usato nella nomenclatura polacca - non volle intromettersi ufficialmente nel conflitto a causa dell'opinione negativa che ciò avrebbe potuto procurargli agli occhi delle alleate potenze occidentali), dovettero ritirarsi verso Vilna.
Nonostante le pretese polacche su Vilna, la Società delle Nazioni scelse di chiedere alla Polonia di ritirarsi, ma quest’ultima non accondiscese alla richiesta. Difatti, Żeligowski aveva già proclamato la nascita di uno nuovo Stato, la Lituania Centrale appunto, comprendente Vilna e il suo circondario, abitata del resto in grande maggioranza da polacchi ed ebrei. L'idea era quella di costringere il governo lituano di Kaunas ad accettare i piani federativi dei polacchi, consistenti nella creazione di una "Grande Lituania" nei confini storici e comprendente tre cantoni, ognuno dei quali sarebbe stato abitato da una maggioranza diversa: Lituania Occidentale, con capoluogo a Kaunas, a maggioranza etnica lituana; Lituania centrale con Vilna capitale, a maggioranza polacca; Lituania orientale, con capoluogo a Minsk, a maggioranza bielorussa. A sua volta, la "Grande Lituania" avrebbe fatto federalmente parte della Polonia. Tuttavia, il progetto fallì per una duplice causa: i delegati del governo polacco, che proprio in quel periodo patteggiavano accordi di pace con la Russia ed erano esponenti della destra nazionalista (Narodowa demokracja) e conseguentemente ostili alle idee federative (delle quali "padre" era Józef Pilsudski, loro acerrimo nemico politico), lasciarono in mano ai sovietici la regione di Minsk per sbarazzarsi della minoranza bielorussa (cancellando così la possibilità di istituire il cantone della Lituania Orientale); in secondo luogo inoltre, i lituani di Kaunas, anche se praticamente ormai sconfitti, continuavano a rifiutare l'idea della federazione. Del resto, una Lituania privata della regione di Minsk avrebbe avuto meno peso negli eventuali rapporti federativi con la Polonia e la paura di essere direttamente inglobati in essa risultava un timore difficile da ignorare.
A quel punto, la Società avrebbe potuto chiedere alle truppe britanniche e francesi di intervenire per sostenere la propria decisione, ma la Francia non voleva inimicarsi la Polonia, vista come una possibile alleata in una futura e ipotetica guerra contro la Germania; la Gran Bretagna, in uno scenario siffatto, non era preparata ad agire da sola. I polacchi rimasero pertanto in possesso di Vilna e il Governo della Lituania Centrale provvisorio chiamato Komisja Rządząca Litwy Środkowej (Commissione Governante della Lituania Centrale) tenne le elezioni parlamentari. La Dieta di Wilno (Sejm wileński), costituita nel frattempo, votò il 20 febbraio 1922 chiedendo alla Polonia l'incorporazione come Voivodato di Vilnius. Vinse così l'opzione della destra nazionalista polacca, la quale mirava sin dall'inizio ad inglobare direttamente di Vilna. Il grande sconfitto politico risultò alla fine Piłsudski (egli stesso lituano di etnia polacca) e la sua idea federativa, forse troppo romantica, di costituire uno Stato dell'Europa centro-orientale grande abbastanza per poter opporsi ai tradizionali nemici dall'est e dall'ovest, si inabissò.
La Conferenza degli Ambasciatori della Società delle Nazioni accettò lo status quo nel 1923 e la regione di Vilnius rimase un territorio conteso tra la Polonia e la Lituania: quest'ultima continuò a ritenere Vilnius la sua capitale costituzionale oltre che dei dintorni, anch'essi bramati. Le relazioni polacco-lituane cominciarono a normalizzarsi dopo i negoziati della Società delle Nazioni del 1927, ma fino al 1938 la Lituania non instaurò regolari relazioni diplomatiche con la Polonia e, suo malgrado, accettò de facto i confini. Questa contesa contribuì a inacidire le relazioni tra le due nazioni per decenni e costituì uno dei motivi per cui la federazione Międzymorze di Józef Piłsudski non fu mai instaurata.